# 昂贝斯角

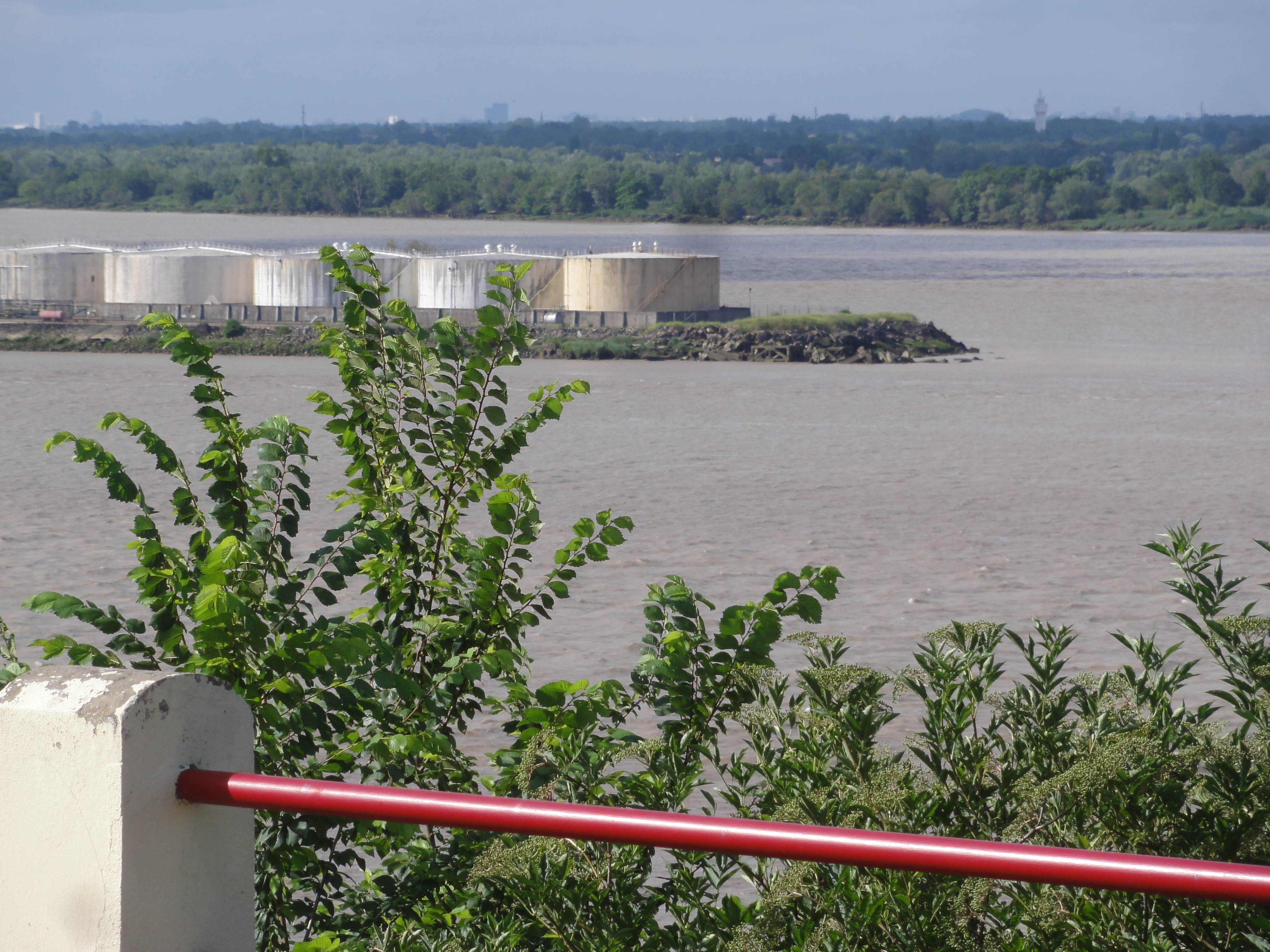
从吉伦特河畔巴永望向昂贝斯角

昂贝斯角（法語：Bec d'Ambès，法語發音：[bɛk dɑ̃bɛs]）位于法国吉倫特省昂贝斯，是加龍河和多爾多涅河的交汇点，二河在此交汇为吉伦特河口。这里有一个炼油厂，在二战期间被炸毁，不过战后进行了重建。